# روبرتو لوپز اوفارته
روبرتو لوپز اوفارته (انگلیسی: Roberto López Ufarte؛ زادهٔ ۱۹ آوریل ۱۹۵۸) بازیکن فوتبال اهل اسپانیا است.
از باشگاه‌هایی که در آن بازی کرده‌است می‌توان به باشگاه فوتبال اتلتیکو مادرید، باشگاه فوتبال رئال سوسیداد، و باشگاه فوتبال رئال بتیس اشاره کرد.
وی همچنین در تیم‌های ملی فوتبال زیر ۱۸ سال اسپانیا، زیر ۲۱ سال اسپانیا، و اسپانیا بازی کرده‌است.